# Feuerwerker
Ein Feuerwerker ist ein Munitionsfachkundiger, zu dessen Aufgaben die Munitionsräumung (EOD), also das Lokalisieren, Entfernen und Delaborieren (Unschädlichmachen) von Munition gehört. Mit Munition sind hier explosive Vorrichtungen aller Art gemeint. Feuerwerker arbeiten im Militär- und Polizeidienst. – Umgangssprachlich  werden auch Pyrotechniker als Feuerwerker bezeichnet.

## Feuerwerker im zivilen Umfeld
Ein Teil der Feuerwerker arbeitet bei privaten Kampfmittelräumfirmen oder den Räumdiensten der Bundesländer. Dabei ist eine Hauptaufgabe das Orten und Bergen von Munition und Kampfmitteln. Die erforderliche Befähigung ist im Sprengstoffgesetz § 20 geregelt. Ausbildungseinrichtungen für die staatlichen Kampfmittelräumdienste und für private Kampfmittelräumunternehmen sind die Fa. GFKB M-V, die Sprengschule Dresden, die Fa. EMC-Kampfmittelbeseitigung und die DFAB GmbH (Wirtschaftsgesellschaft des Berufsverbandes „Bund Deutscher Feuerwerker und Wehrtechniker e. V.“).
Pyrotechniker hingegen sind zuständig für das Abbrennen von Feuerwerken, sind aber nicht für die Kampfmittelräumung ausgebildet.

## Feuerwerker im militärischen Umfeld

### Geschichtlicher Rückblick
Die Funktion des Feuerwerkers fand erstmals im Jahre 1406 in Nürnberg urkundliche Erwähnung. Seine Hauptaufgabe bestand zunächst in der Bedienung der damaligen artilleristischen Feuerwaffen und der Herstellung von Geschossen. In der älteren Artillerie waren die Feuerwerker zur Bedienung der Wurfgeschütze (Böller und/oder Mörser) bestimmt und bildeten mit den Büchsenmeistern (die für die Schusswaffen vor allem der Infanterie verantwortlich waren) die erste Rangklasse der Artilleristen. Die Feuerwerker entstammten zumeist dem Büchsenmacherhandwerk. Im Jahre 1533 erließ Kaiser Karl V. die erste Feuerwerkerordnung, die jahrhundertelang als Richtschnur galt. Ein Feuerwerksmeister, der den Rang eines Offiziers besaß,  leitete ein Laboratorium. Auf Grund der für ihre Tätigkeit erforderlichen speziellen Kenntnisse und Fähigkeiten gehörten die Feuerwerker bis Mitte des 17. Jahrhunderts, berufsmäßig organisiert, zu den privilegierten Schichten des Soldatenstandes. Bei der Bildung der stehenden Heere in den deutschen Staaten wurden die Feuerwerker Ende des 17., Anfang des 18. Jahrhunderts als Verwaltungspersonal im Dienstrang Unterführer in die Artillerietruppe übernommen, in Preußen 1683.
Seitdem ist Feuerwerker die Bezeichnung einer höheren Unteroffizierscharge der Artillerie, oder die Feuerwerker sind Angehörige eines besonders mit der Anfertigung und dem Gebrauch der Schießpulver- und Sprengstoffanwendungen befassten Personenkreises. In dieser Zeit bildeten sich auch die charakteristischen Tätigkeitsmerkmale heraus. Mit dem schnellen Ausbau der Artillerie wuchs die Zahl der Feuerwerker im Heer ständig an. Seit Mitte des 19. Jahrhunderts fanden sie auch in den preußisch-deutschen Seestreitkräften Verwendung.

### Einordnung in der militärischen Hierarchie
Die Feuerwerker waren im Heer dienstgradmäßig den Unteroffizieren, Oberfeuerwerker den Feldwebeln gleichgestellt. In der Marine gehörten sie zu den Deckoffizieren. Die fachlichen Vorgesetzten der Feuerwerker waren sogenannte Feuerwerkeroffiziere, die meist einem Artilleriehauptmann als Feuerwerksmeister unterstellt waren. 1901 wurde das gesamte Feuerwerkspersonal der Feldzeugmeisterei unterstellt.
Zur erstmaligen und laufenden Qualifizierung der Feuerwerker wurden spezielle Lehrgänge und Schulen eingerichtet, so 1840 in Berlin eine Oberfeuerwerkerschule als Militärbildungsanstalt, in München eine ebensolche im Jahre 1876. Bei Ausbruch des Ersten Weltkrieges erfolgte die Schließung der Oberfeuerwerkerschulen; erst 1918 nahm in Berlin-Spandau eine neu gegründete Kriegs-Feuerwerker-Schule die Ausbildung von Feuerwerkern wieder auf. Die Kurse dauerten etwa 20 Monate und die Kapazität der Schule umfasste etwa 200 Aspiranten. Seit 1868 wurden dann im deutschen Heere geeignete Oberfeuerwerker nach Ablegen einer besonderen Prüfung zu Feuerwerksleutnants und später -hauptleuten befördert.
Für die Reichswehr erfolgte die Ausbildung von Feuerwerkern zuerst an der Artillerieschule in Jüterbog in speziellen Lehrgängen, bis dann 1929 in Berlin-Lichterfelde wieder eine selbstständige Heeresfeuerwerkerschule auf dem Gelände der Gardeschützenkaserne entstand. Die Feuerwerkeroffiziere erhielten jetzt die Bezeichnung Waffen-Offiziere (Offiziere (W)).
Im Österreichischen Bundesheer führten bis Ende der 1960er Jahre in den Waffengattungen Artillerie und Fliegerabwehr Unteroffiziersdienstgrade statt des Begriffs Wachtmeister die Dienstbezeichnung Feuerwerker (Feuerwerker bis Oberstabsfeuerwerker).

### Feuerwerker in der Wehrmacht
In der deutschen Wehrmacht wurden Feuerwerker der verschiedenen Dienstgrade im Heer vor allem in Stäben von Artillerie-, Infanterie- und Kavallerieregimentern eingesetzt, ferner bei der Organisation und dem Betreiben der Munitionsversorgung und des -nachschubes der kämpfenden Truppe. Kommandeur eines Munitionslagers war in der Regel mindestens ein Oberfeuerwerker oder Feuerwerkeroffizier. Bei der Kriegsmarine arbeiteten Feuerwerker auf Schiffen, in Werften und in Munitionsdepots. Seit 1935 gab es auch bei der Luftwaffe Feuerwerker. 
Feuerwerker trugen zu ihrer Wehrmachtsuniform auf dem rechten Unterarm einen Stoffaufnäher in Uniformgrundfarbe, auf dem in Frakturschrift ein F aufgestickt war.

### Feuerwerker im militärischen, polizeilichen und zivilen Einsatz ab den 1950er Jahren
Mit der Entwicklung und massenweisen Einführung neuer Waffen und Waffensysteme (Sprengstoffe, Munition usw.) in die Streitkräfte seit dem Zweiten Weltkrieg vergrößerten sich die Aufgaben der Feuerwerker beträchtlich.
In der deutschen Bundeswehr versehen Experten unter der Bezeichnung Feuerwerker oder Munitionsfachkundige ihren Dienst. Zu den Aufgaben gehören die Munitionsräumung, also das Lokalisieren, Entfernen und Delaborieren (Unschädlich machen) von Munition und explosiven Vorrichtungen aller Art. Sie arbeiten hauptsächlich bei den Kampfmittelräumdiensten der Länder, bei den Streitkräften und bei den Polizeien. Während die Feuerwerker bei den Kampfmittelräumdiensten und Streitkräften mit militärischer Munition befasst sind, haben die Polizeien es oft mit selbstgefertigten Laboraten, unkonventionellen Spreng- und Brandvorrichtungen (IEDs) von Kriminellen zu tun, weshalb die Feuerwerker dort als Entschärfer (USBV) spezialisiert sind.
Schutzpatronin gläubiger Feuerwerker ist die Heilige Barbara.